# Dave Christian
Pour les articles homonymes, voir David Christian et Christian.
Temple de la renommée américain : 2001
Dave Christian (né le 13 mai 1959 à Warroad, dans l'État du Minnesota aux États-Unis) est un joueur professionnel américain de hockey sur glace.

## Carrière de joueur
Il commence sa carrière de hockeyeur avec les Fighting Sioux de North Dakota. Il y joue deux saisons avant de rejoindre l'équipe olympique américaine pour une série de parties préparatoires en vue des Jeux olympiques d'hiver de 1980 à Lake Placid aux États-Unis. En participant à ces jeux, il devient le 4e membre de sa famille à représenter les États-Unis en hockey aux Jeux olympiques après son oncle Gordon qui remporte une médaille d'argent en 1956 puis son père Bill et son oncle Roger qui remportent la médaille d'or en 1960.
Lors des jeux, l'équipe américaine surprend tout le monde du hockey en remportant la médaille d'or sur son territoire. Cette conquête est maintenant appelée « Miracle sur glace » et est l'objet de nombreux documentaires et films. Au terme des jeux, Dave Christian rejoint immédiatement les Jets de Winnipeg pour y entamer une carrière professionnelle qui ne se termine que seize ans plus tard.
Il connait ses meilleures saisons avec les Capitals de Washington où il évolue sept saisons en y récoltant plus de 50 points par saison à six reprises. Il joue ensuite avec les Bruins de Boston qu'il représente lors du Match des étoiles de la Ligue nationale de hockey en 1991. Plus tard, il joue une saison avec les Blues de Saint-Louis avant de terminer sa carrière dans la LNH avec les Blackhawks de Chicago. Il y dépasse la marque des 1 000 parties dans la LNH en 1992-1993.
Il termine sa carrière en 1995-1996 avec le Moose du Minnesota de la Ligue internationale de hockey.

## Statistiques

### En club
| Saison     | Équipe                           | Ligue      |       | Saison régulière | Saison régulière | Saison régulière | Saison régulière | Saison régulière |    | Séries éliminatoires | Séries éliminatoires | Séries éliminatoires | Séries éliminatoires | Séries éliminatoires |
| Saison     | Équipe                           | Ligue      | PJ    | B                | A                | Pts              | Pun              | PJ               | B  | A                    | Pts                  | Pun                  |                      |                      |
| 1977-1978  | Fighting Sioux du Dakota du Nord | NCAA       | 38    | 8                | 16               | 24               | 14               | -                | -  | -                    | -                    | -                    |                      |                      |
| 1978-1979  | Fighting Sioux du Dakota du Nord | NCAA       | 40    | 22               | 24               | 46               | 22               | -                | -  | -                    | -                    | -                    |                      |                      |
| 1979-1980  | Jets de Winnipeg                 | LNH        | 15    | 8                | 10               | 18               | 2                | -                | -  | -                    | -                    | -                    |                      |                      |
| 1980-1981  | Jets de Winnipeg                 | LNH        | 80    | 28               | 43               | 71               | 22               | -                | -  | -                    | -                    | -                    |                      |                      |
| 1981-1982  | Jets de Winnipeg                 | LNH        | 80    | 25               | 51               | 76               | 28               | 4                | 0  | 1                    | 1                    | 2                    |                      |                      |
| 1982-1983  | Jets de Winnipeg                 | LNH        | 55    | 18               | 26               | 44               | 23               | 3                | 0  | 0                    | 0                    | 0                    |                      |                      |
| 1983-1984  | Capitals de Washington           | LNH        | 80    | 29               | 52               | 81               | 28               | 8                | 5  | 4                    | 9                    | 5                    |                      |                      |
| 1984-1985  | Capitals de Washington           | LNH        | 80    | 26               | 43               | 69               | 14               | 5                | 1  | 1                    | 2                    | 0                    |                      |                      |
| 1985-1986  | Capitals de Washington           | LNH        | 80    | 41               | 42               | 83               | 15               | 9                | 4  | 4                    | 8                    | 0                    |                      |                      |
| 1986-1987  | Capitals de Washington           | LNH        | 76    | 23               | 27               | 50               | 8                | 7                | 1  | 3                    | 4                    | 6                    |                      |                      |
| 1987-1988  | Capitals de Washington           | LNH        | 80    | 37               | 21               | 58               | 26               | 14               | 5  | 6                    | 11                   | 6                    |                      |                      |
| 1988-1989  | Capitals de Washington           | LNH        | 80    | 34               | 31               | 65               | 12               | 6                | 1  | 1                    | 2                    | 0                    |                      |                      |
| 1989-1990  | Capitals de Washington           | LNH        | 28    | 3                | 8                | 11               | 4                | -                | -  | -                    | -                    | -                    |                      |                      |
| 1989-1990  | Bruins de Boston                 | LNH        | 50    | 12               | 17               | 29               | 8                | 21               | 4  | 1                    | 5                    | 4                    |                      |                      |
| 1990-1991  | Bruins de Boston                 | LNH        | 78    | 32               | 21               | 53               | 41               | 19               | 8  | 4                    | 12                   | 4                    |                      |                      |
| 1991-1992  | Blues de Saint-Louis             | LNH        | 78    | 20               | 24               | 44               | 41               | 4                | 3  | 0                    | 3                    | 0                    |                      |                      |
| 1992-1993  | Blackhawks de Chicago            | LNH        | 60    | 4                | 14               | 18               | 12               | 1                | 0  | 0                    | 0                    | 0                    |                      |                      |
| 1993-1994  | Ice d'Indianapolis               | LIH        | 40    | 8                | 18               | 26               | 6                | -                | -  | -                    | -                    | -                    |                      |                      |
| 1993-1994  | Blackhawks de Chicago            | LNH        | 9     | 0                | 3                | 3                | 0                | 1                | 0  | 0                    | 0                    | 0                    |                      |                      |
| 1994-1995  | Moose du Minnesota               | LIH        | 81    | 38               | 42               | 80               | 16               | 3                | 0  | 1                    | 1                    | 0                    |                      |                      |
| 1995-1996  | Moose du Minnesota               | LIH        | 69    | 21               | 45               | 46               | 8                | -                | -  | -                    | -                    | -                    |                      |                      |
| Totaux LNH | Totaux LNH                       | Totaux LNH | 1 009 | 340              | 433              | 773              | 284              | 102              | 32 | 25                   | 57                   | 27                   |                      |                      |

### En équipe nationale
| Année | Équipe     | Compétition                 |   | PJ | B | A  | Pts | Pun                |  | Résultat |
| 1979  | États-Unis | Championnat du monde junior | 5 | 2  | 1 | 3  | 0   | 6e position        |  |          |
| 1980  | États-Unis | Jeux olympiques d'hiver     | 7 | 0  | 8 | 8  | 6   | Médaille d'or      |  |          |
| 1981  | États-Unis | Championnat du monde        | 8 | 8  | 3 | 11 | 6   | 5e position        |  |          |
| 1981  | États-Unis | Coupe Canada                | 6 | 1  | 0 | 1  | 4   | Médaille de bronze |  |          |
| 1984  | États-Unis | Coupe Canada                | 6 | 2  | 1 | 3  | 2   | 4e position        |  |          |
| 1989  | États-Unis | Championnat du monde        | 6 | 4  | 3 | 7  | 2   | 6e position        |  |          |
| 1991  | États-Unis | Coupe Canada                | 7 | 1  | 1 | 2  | 0   | Médaille d'argent  |  |          |

## Parenté dans le sport
Il est le fils du joueur de hockey Bill Christian et le neveu des joueurs de hockey Gordon et Roger Christian. Il est aussi l'oncle du joueur de hockey, Brock Nelson.